# Monegrillo
Monegrillo là một đô thị ở tỉnh Zaragoza, Aragon, Tây Ban Nha. Theo điều tra dân số 2004 của Viện thống kê Tây Ban Nha (INE), dân số nơi đây là 517 người. Diện tích đô thị này là 183 ki-lô-mét vuông.

## Biến động dân số
| 1991 |  | 1996 |  | 2001 |  | 2004 |
| ---- |  | ---- |  | ---- |  | ---- |
| 567  |  | 553  |  | 524  |  | 517  |